# Володимир-Волинський (пункт контролю)
50°50′53″ пн. ш. 24°19′20″ сх. д. / 50.84806° пн. ш. 24.32222° сх. д.
Володи́мир-Воли́нський — пункт контролю через державний кордон України на кордоні з Польщею.
Розташований у Волинській області, Володимирський район, у місті Володимир, автошлях Н22, на станції Володимир. З польського боку розташований пункт пропуску «Хрубешув» у Грубешеві.
Вид пункту пропуску — залізничний. Статус пункту пропуску — міжнародний.
Характер перевезень — пасажирський, вантажний.
Окрім радіологічного, митного та прикордонного контролю, автомобільний пункт пропуску «Володимир-Волинський» може здійснювати санітарний, фітосанітарний, ветеринарний та екологічний контроль.
Автомобільний пункт пропуску «Володимир-Волинський» входить до складу митного посту «Володимир-Волинський» Ягодинської митниці. Код пункту пропуску — 20510 00 00.